# Bundesautobahn 36
De Bundesautobahn 36 (kort BAB 36, A36 of 36) is een Duitse autosnelweg, ook wel de Harz-Highway of Nordharzautobahn genoemd, die een verbinding vormt tussen Braunschweig (Kreuz Braunschweig-Süd), Vienenburg (Dreieck Nordharz) en Bernburg (Kreuz Bernburg) langs het noorden van de Harz. De snelweg bestaat sinds 1 januari 2019 en is opgebouwd uit de voormalige als autosnelweg uitgebouwde B6n en de A395. Voor de invoering van de snelweg A36 zijn alleen de bewegwijzering en de wegstatus van de B6 gewijzigd; er waren geen infrastructurele aanpassingen noodzakelijk.

## Verloop
Het verloop van de A36 baseert zich op twee voorgangers, de tussen 1972 en 1994 gebouwde A395 tussen Braunschweig en Vienenburg (tot 2 oktober 2001 tot Bad Harzburg) en de tussen 2000 en 2011 gebouwde 2x2-strookse B6 tussen Vienenburg en Bernburg. 

### Braunschweig - Vienenburg
De A36 begint in Braunschweig bij Kreuz Braunschweig-Süd in het verlengde van de L295 vanuit het centrum van Braunschweig. Hier is aansluiting op de A39 (Salzgitter - Wolfsburg). De A36 volgt hier het voormalige traject van de A395, die in de jaren 80 en 90 gebouwd is.
De A36 sluit niet direct aan op het knooppunt met de A39, pas na ongeveer 200 meter na de halve aansluiting Braunschweig-Melverode begint de snelweg. Daartussen heeft de weg 2x2 rijstroken en zijn de beide rijbanen gescheiden, zodat de weg nog steeds op een snelweg lijkt, maar niet officieel die status heeft. De reden hiervoor is dat het enerzijds in- en uitvoegstroken tussen Kreuz Braunschweig-Süd en de aansluiting Braunschweig-Melverode ontbreken naar de in- en uitrit van een autobedrijf met tankstation, die niet ongelijkvloers is aangesloten. Hierdoor kunnen voertuigen die niet op de snelweg zijn toegelaten de aansluiting Braunschweig-Melverode bereiken. Dit voorkomt dat deze voertuigen vanuit de binnenstad een omweg moeten maken om de stadsdelen Melverode en Stöckheim te bereiken. Daarnaast ontbreken tot de aansluiting Braunschweig-Heidberg vluchtstroken.
Na verlaten van het stadsgebied van Braunschweig buigt de B79 bij aansluiting Wolfenbüttel-Nord naar Wolfenbüttel af. Vervolgens gaat de A36 om de stad Wolfenbüttel heen langs de dorpen Salzgitter-Thiede en Fümmelse. Vanaf hier is ook de hoogoven van Salzgitter AG in het westen bij Salzgitter-Drütte te zien. Daarna gaat de weg door het Fümmelser Holz, de westelijke rand van het Oderwoud en daarna voorbij langs Klein Flöthe en Gielde door het zeer heuvelige gebied van Schladen, voordat de A36 bij Lengde door Harly kruist en oostelijk van Vienenburg samen met Wiedelah voorbij gaat. 
Het knooppunt Dreieck Nordharz was tussen 2 oktober 2001 en 31 december 2018 het eindpunt van de snelweg A395 en het begin van de B6n naar het oosten. Vanaf hier buigt naar het zuidwesten de A369 af, die via Harlingerode en Bettingerode de steden Bad Harzburg via de B4 en Goslar via de B6 met de A36 verbindt. De A36 gaat via een TOTSO naar het oosten om na twee kilometer de deelstaat Nedersaksen te verlaten en Saksen-Anhalt in te gaan. Langs de rand van de Nordharz gaat de A36 verder richting het oosten.

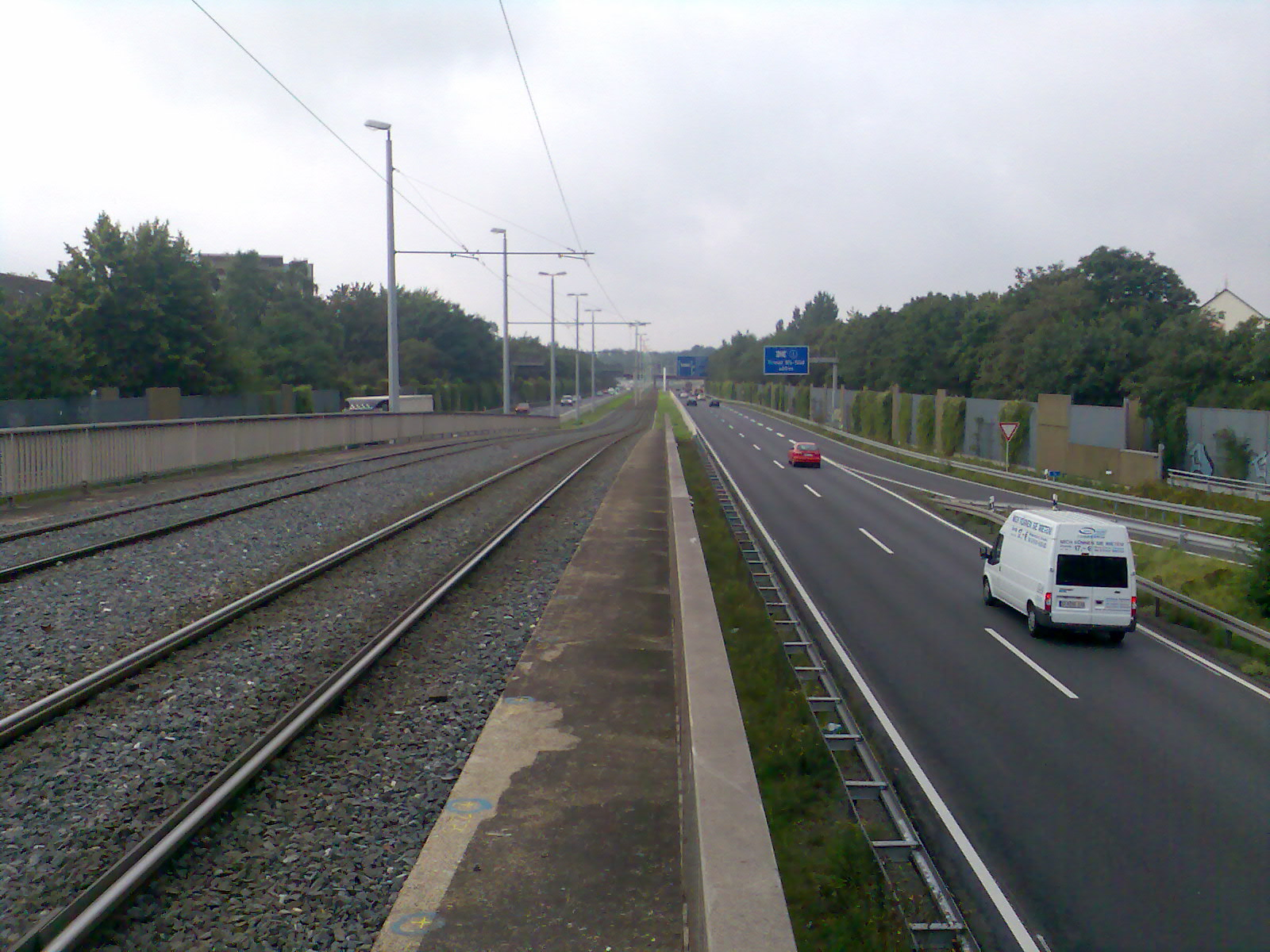
Blik vanaf de tramhalte Sachsendamm op de A36, hier nog als A395. (2007)
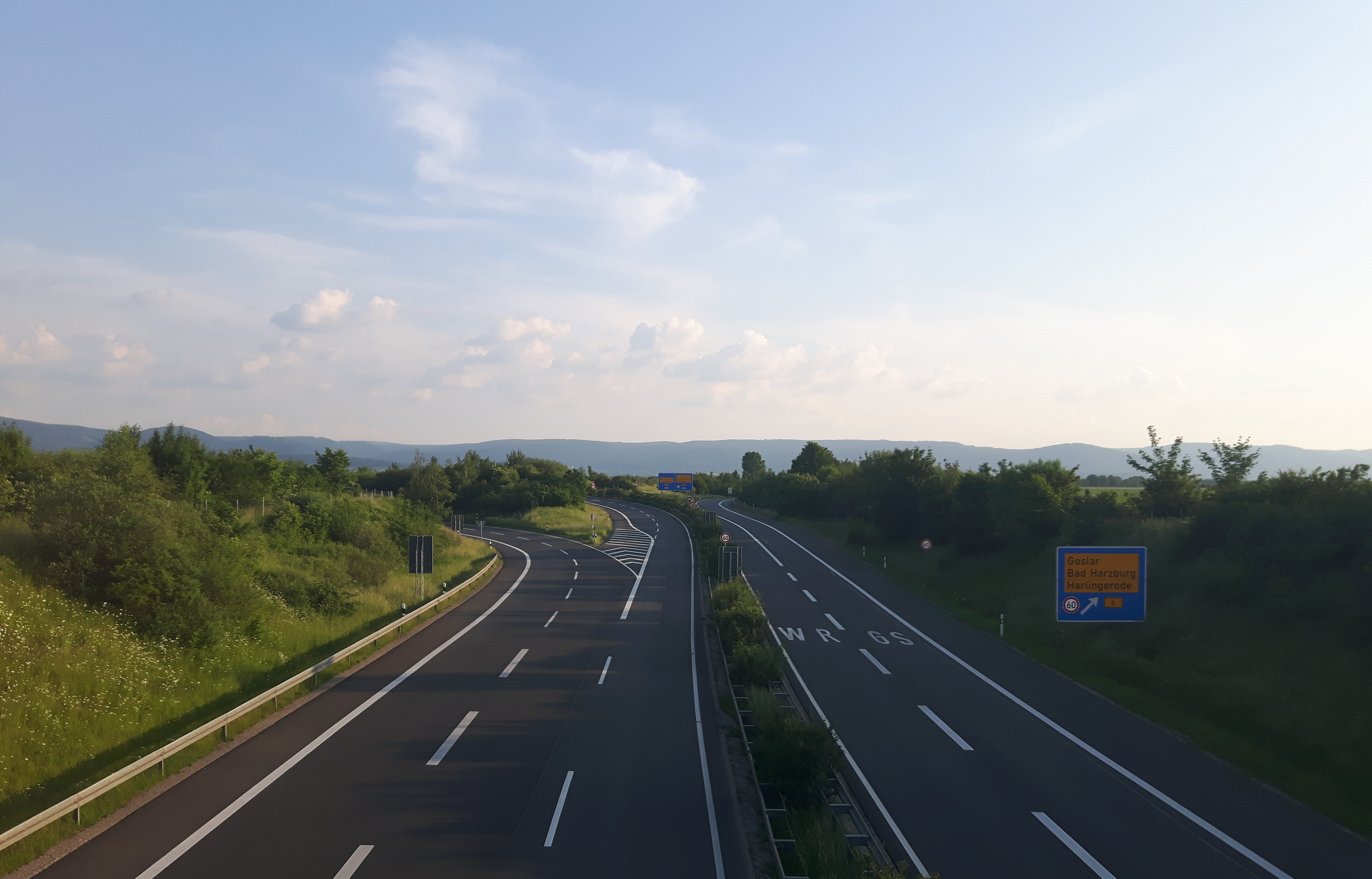
Dreieck Nordharz waar de A369 afbuigt richting Goslar/Bad Harzburg. (2016)

### Vienenburg - Bernburg
Ten oosten van de Saksen-Anhaltse grens buigt de A36 om het Schimmerwald en voert langs Abbenrode en Stapelburg over de Ilse. Vanaf hier heeft men zicht op de Brocken, de hoogste berg van de Harz, een bijzonder markant punt zodat hier de verzorgingsplaats ook de naam "Brockenblick" draagt. Door het noordoostelijke Harzvorland door voert de A36 verder naar Wernigerode en bereikt bij Blankenburg de markante Burg Regenstein. Na het natuurgebied Harslebener Berge und Steinholz passeert de snelweg vervolgens Quedlinburg, over de Bode naar Aschersleben. Na een totale lengte van 119 kilometer wordt ten westen van Bernburg de A14 en de B6 bereikt. 

### Indeling
Het dwarsprofiel met 2x2 rijstroken oostelijk van Dreieck Nordharz bedraagt 26 meter (RQ 26,00), wat betekent dat de rijstroken elk 3,50 meter (twee voor elke rijrichting) breed zijn en daartussen een 3 meter brede middenberm. De vluchtstroken zijn 2 meter breed, de zijbermen 1,50 meter. Tussen de vlucht- en rijstroken evenals tussen de redresseer- en rijstroken zijn 0,50 meter brede doorgetrokken strepen aanwezig. Dit dwarsprofiel is volgens de richtlijn voor Duitse wegen (RAS-Q) bij de start van de bouw het kleinst mogelijke dwarsprofiel die toegelaten is voor autosnelwegen. Vanaf de invoering van de nieuwe richtlijn (RAA) in 2008 moet het dwarsprofiel voor snelwegen minimaal 28 meter zijn (RQ 28,00) om als snelweg gecategoriseerd te mogen worden (het verschil is een 0,5 meter bredere vluchtstrook evenals een tot een derde bredere middenberm). 
De A36 heeft evenals de A40 en de A562, over een deel van het traject, tussen beide rijbanen een tramlijn lopen (tussen Kreuz Braunschweig-Süd en aansluiting Braunschweig-Heidberg). Daartussen bevindt zich bij aansluiting Braunschweig-Melverode de tramhalte HEH-Kliniken (tot 2008 Leipziger Straße), die via een voetgangerstunnel onder de snelweg bereikt kan worden. 
Door de indeling van Dreieck Nordharz moeten bestuurders van de weg afslaan om de A36 te blijven volgen. Dit wordt een TOTSO genoemd. De keuze voor de TOTSO is niet bewust gemaakt. Het knooppunt was gebouwd als de doorgaande B6 in oost-westrichting waar de A395 vanuit het noorden op eindigt. Echter is in 2018 besloten om naast de opwaardering van de B6 ook de A395 onderdeel te laten zijn van de nieuwe A36, waardoor deze verkeerssituatie ontstond.
Het bouwproject vanaf Dreieck Nordharz/A395 tot Kreuz Bernburg/A14 had de naam B6n. In totaal zijn op dit traject 111 kunstwerken, 21 aansluitingen evenals 3 parkeerplaatsen met wc gebouwd. Verzorgingsplaatsen met tankstation en/of wegrestaurant zijn in de planningen niet meegenomen, echter werd deze faciliteit sinds november 2011 direct bij de aansluiting Quedlinburg-Zentrum gebouwd en in 2012 geopend.

Dwarsprofiel 26 die gebruikt is op de B6, de voorganger van de A36

## Geschiedenis

### Oorspronkelijke planning in de jaren 1971 tot 1980

#### 1971 - 1974
De uit het jaar 1971 stammende wegenplan voor de bouw en verbouw van landelijke wegen in de periode 1971 tot 1985 was tussen de omgeving van Lemgo, Hamelen, Alfeld, Goslar, Bad Harzburg en de Duits-Duitse grens een snelwegverbinding met het interne nummer A106 voorzien.

#### 1975 - 1979

Geplande tracé van de A36 in 1976

Met de herstructurering van de snelwegnummering vanaf 1 januari 1975 kreeg de geplande weg tussen Hamelen en de Duits-Duitse grens het nieuwe nummer Bundesautobahn 36, terwijl het westelijke van Hamelen gelegen deel van de geplande A106 gewijzigd werd en bij de geplande A35 ondergebracht werd. Daarnaast verschilde tussen de plannen de tracering tussen Hamelen en Bockenem over Elze of over Alfeld. Ook in de omgeving van Goslar werd nabij de stad de A106 door een ruimere noordelijke boog vervangen. Na de eerste wijziging van het wegenplan voor de bouw en verbouw van landelijke wegen voor de periode van 1971 tot 1985, gepubliceerd op 5 augustus 1976, was de A36 bijna volledig ingedeeld in de laagste noodzaakscategorie. Alleen een kort trajectdeel tussen Goslar (B82) en de B4 noordelijk van Bad Harzburg was met 2 rijstroken in het prioriteitsniveau Ia ingedeeld en 1978 is de bouw gestart. Het werd in de jaren 1983 en 1987 als de B6 geopend:
| Trajectdeel                                            | Lengte | Jaar | Indeling                         | Huidige wegnummer |
| ------------------------------------------------------ | ------ | ---- | -------------------------------- | ----------------- |
| Dreieck Bad Harzburg - aansl. Goslar-Oker/Vienenburg   | 4,2 km | 1983 | 2x2 rijstroken (+ vluchtstroken) |                   |
| aansl. Goslar-Oker/Vienenburg - aansluiting op de B241 | 1,5 km | 1987 | 2x2 rijstroken (+ vluchtstroken) |                   |

### Schrappen van de oude tracéplannen

#### 1980 - 1986
Met de Bundesverkehrswegenplan 1980 en de tweede verandering van het landelijke wegenplan voor de periode 1971-1985, gepubliceerd op 25 augustus 1980, kwam het einde voor dit snelwegproject. Op het voormalige tracé van de A36 tussen Hamelen en de omgeving van Goslar evenals tussen Bad Harzburg en de Duits-Duitse grens bestonden ook geen vervangende plannen. De al begonnen bouw van de A36 tussen Bad Harzburg en Goslar werd nu maar als nieuwbouw met 2x2 rijstroken onder de B6n gebracht. Daaraan aansluitend was tussen Goslar (B241), Hahndorf, Jerstedt en Langelsheim de nieuwe B82 met 2 rijstroken met het prioriteitsniveau I voorzien. Tussen Langelsheim en Rhüden bestonden geen plannen voor de nieuw- of verbouw van de B82. Bij Rhüden zou aan de B82 een nieuwe tweestrooksweg over Brunsen (noordelijk van Einbeck) tot noordelijk van Holzminden onder het nummer B82n aangesloten worden. Daarvan had de randweg Brunsen het prioriteitsniveau I, de overige trajectdelen hadden echter het prioriteitsniveau II. Bij Holzminden zou het traject op de randweg, dat onderdeel van de B64 was (Bevern - Holzminden - Höxter), eindigen. Hierbij zou aan de tweede randweg van Holzminden, die als B497 werd uitgevoerd, een nieuwe tweestrooksweg als B239n via Schwalenberg, Steinheim naar Horn-Bad Meinberg aansluiten en vanaf daar in de vierstrookse B239n verdergaan via Detmold, Lage, Bad Salzuflen, Herford naar Kirchlengern. De verbinding Holzminden - Horn-Bad Meinberg had echter het prioriteitsniveau II.

#### 1986 - 1993
Ook na de derde aanpassing van het landelijke wegenplan, gepubliceerd op 21 april 1986, bleef het oorspronkelijke plan van de A36 buiten beschouwing. Daarentegen veranderde de plannen voor de B6, B82 en B239. De ruime noordelijke randweg om Goslar werd vervangen door een vierstrookse tracé door de stad. Tussen Goslar en Langelsheim was alleen een verloop zuidelijk van de oude B82 bedacht. In het conceptplan was alleen het traject Rhüden - Holzminden als B82n behouden gebleven (als in planning zijnde). De B239n Holzminden - Horn-Bad Meinberg was echter alleen nog tussen Steinheim en Bad Meinberg (hoge prioriteit) evenals tussen Fürstenau en Vörden (hoge prioriteit, gedeeltelijk als lopend project) voorzien. Het traject Vörden - Steinheim zou niet ten laste komen van de federale overheid. De verbinding Holzminden - Fürstenau was al volledig komen te vervallen. 

#### 1993 - 1996
In de vierde wijziging van het landelijke wegenplan, gepubliceerd op 15 november 1993, kwam het oude A36-plan tussen Hamelen en Goslar niet voor. Westelijk van Goslar was de randweg Langelsheim/Astfeld als lopend project toegevoegd. De nieuwbouw van de B82 tussen Rhüden en Holzminden was met een moderner tracé nog steeds behouden gebleven (lage prioriteit). Het traject Fürstenau - Vörden was als lopend project toegevoegd. Tussen de omgeving zuidwestelijk van Steinheim en Horn-Bad Meinberg was de B239n met een hoge prioriteit voorzien. Tussen Vörden en Steinheim bleef een nieuwbouwproject de verantwoordelijkheid van een andere wegbeheerder dan de federale, het traject Holzminden - Fürstenau bleef geschrapt. 

### Planning en bouw van de A36 op het huidige tracé
Na de Duitse hereniging kwam het traject Bad Harzburg - Bernberg als vierstrooks snelwegachtige B6n in het Bundesverkehrswegeplan 1992 voor. In het vierde landelijke wegenplan uit 1993 was de B6n beginnend bij Dreieck Bad Harzburg via Quedlinburg naar de A14 noordwestelijk van Bernburg en verder zuidwestelijk van Bernburg naar Dessau in een hoge prioriteit voorzien. De weg is als Bundesstraße (autoweg) gebouwd in plaats van een Bundesautobahn (snelweg) op basis van het aantal aansluitingen. Zo mogen snelwegachtige wegen in plaats van echte snelwegen aansluitingen op kortere afstand van elkaar hebben.
Een snelweg tussen Hamelen en Goslar/Bad Harzburg, zoals in het oude plan uit 1980 voorzien was, is ook niet in het Bundesverkehrswegeplan 1992 opgenomen.

#### 1997 - 2001

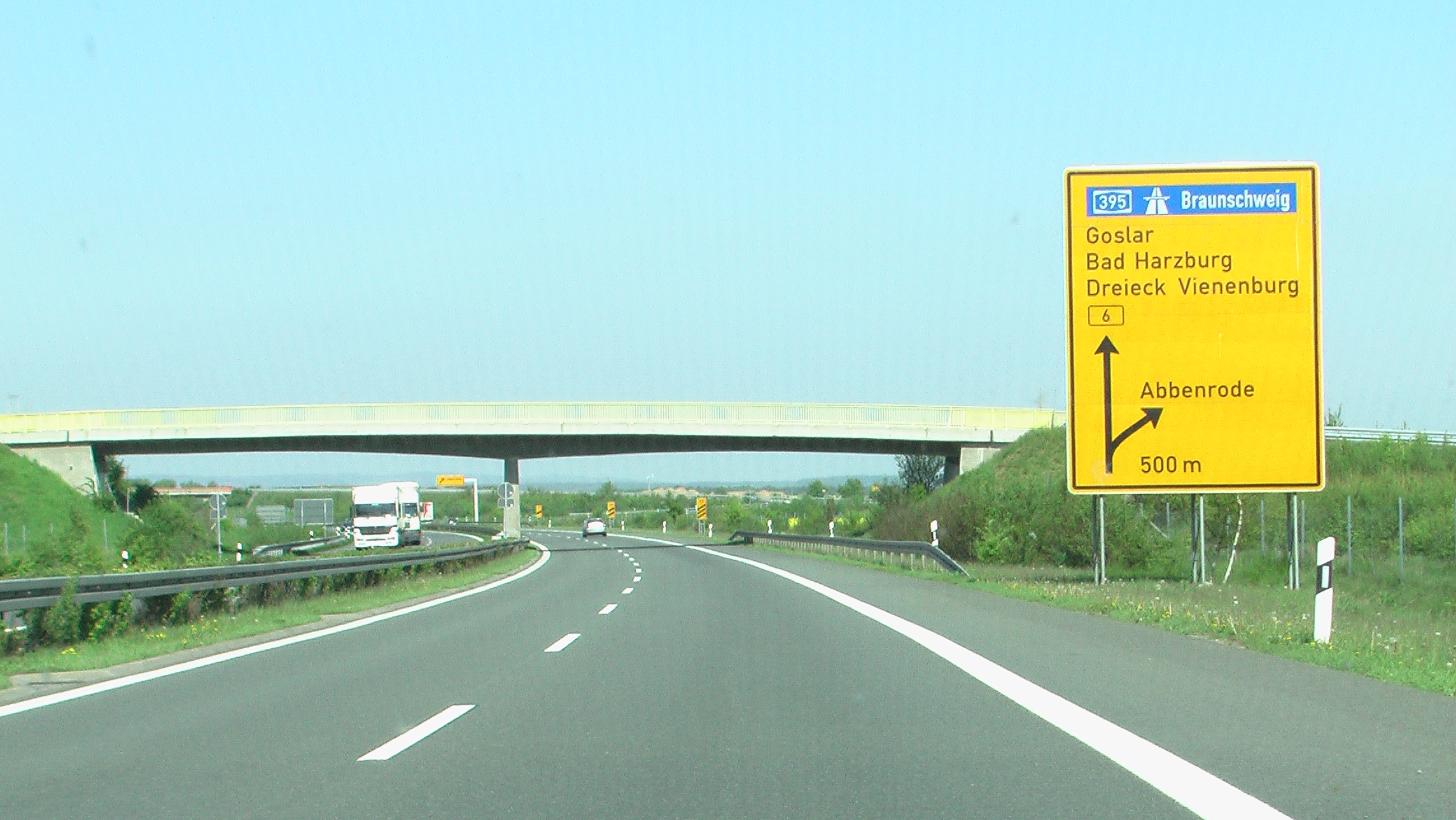
De B6 bij Abbenrode kort voor Dreieck Nordharz. (2008)

In het Bundesverkehrswegeplan 2003 was het oude snelwegplan tussen Hamelen en Goslar niet opgenomen. De verbinding Bad Meinberg - Holzminden - Rhüden (B239n/B82n) is eveneens in dit plan niet voorzien. Enkel de bouw van een tweestrooks en 8,2 kilometer lange randweg Langelsheim/Astfeld als B82 was als lopend en vrij zeker project in het Bundesverkehrswegeplan 2003 opgenomen, waarbij 4,1 kilometer al in 2000 geopend werd en in 2003 de overige delen voor het verkeer vrijgegeven werden. 
De verbinding van Vienenburg tot Bernburg werd in etappes tussen 1997 en 2011 geopend. Als eerste trajectdeel werd in juli 2000 het bouwdeel 3 tussen de aansluitingen Stapelburg en Wernigerode-Nord gerealiseerd. De westelijke aansluiting aan de toen nog tot Dreieck Bad Harzburg lopende A395 werd gerealiseerd door een korte bocht in de snelweg richting het oosten slim te gebruiken als afbuiging in deze richting. Het daaruit resulterende Dreieck Nordharz werd samen met de bouwdelen 1 en 2 op 2 oktober 2001 voor het verkeer vrijgegeven. Gelijktijdig werd - om een betere samenhang met de nieuwe weg te realiseren - de A395 tussen Dreieck Nordharz en Dreieck Bad Harzburg in de B6 omgenummerd, zodat dit op de borden resulteerde in een vierstrooks autoweg tussen Goslar, Bad Harzburg en Bernburg.
Het vervolg tot de A14 werd opeenvolgend in de jaren 2000 en begin jaren 2010 gerealiseerd. Vanaf 2005 kon Wernigerode en Blankenburg, vanaf 2007 ook Quedlinburg en Aschersleben via de nieuwe weg ontsloten worden. Sinds 11 juli 2007 bestond voor alle 13 bouwdelen tot de A14 bouwrecht. Met het gereedkomen van bouwdeel 13.3 tussen de aansluiting Ilberstedt en de A14 op 19 december 2011 werden de werkzaamheden afgerond. Een verlenging naar het oosten over Köthen tot de A9 werd door de lage verwachte verkeersintensiteiten alleen als autoweg met drie rijstroken gerealiseerd. 
Het traject werd tussen Dreieck Nordharz en aansluiting Bernburg als B6 en tussen aansluiting Aschersleben-West en aansluiting Bernburg tevens als B185 genummerd. In afspiegeling van de Südharzautobahn (A38) kreeg deze weg vanaf dit moment de bijnaam Nordharzautobahn respectievelijk Nordharzschnellstraße. 
Tegen het tracébesluit voor het bouwdeel 13.3 (tussen Ilberstedt en de A14) werd bezwaar aangetekend bij de federale bestuursrechter. De rechtszaak eindigde op 5 november 2008 met schikking voorgesteld door de rechtbank.

#### 2011 - 2017
In 2011 berichtte de Leipziger Volkszeitung over de plannen van de deelstaatregering Saksen-Anhalt, die voorzien had de B6n tot autosnelweg om te nummeren. Een jaar later in november 2012 werd de opwaardering van de B6n tussen de A14 en de deelstaatgrens met Nedersaksen officieel aangedragen. Welk nummer de snelweg zou krijgen maakte de deelstaatregering toen nog niet bekend. 
Hoewel over de opname van de A36 in het Bundesverkehrswegeplan 2030 vanaf februari 2016 werd gediscussieerd, maar ook in de openbaar gemaakte eindversie is de A36 in zijn oorspronkelijk geplande verloop noch de opwaardering van de "kleine" oostelijke gerealiseerde B6n terug te vinden. Daarentegen is de oostelijke verlenging vanaf Kreuz Bernburg (A14) als B6n vanaf Köthen tot de A9 zuidelijk van Dessau-Roßlau als vaststaand project in het Bundesverkehrswegeplan 2030 opgenomen. Het gedeelte oostelijk van de A9 is als vierstrooksweg gepland met een hoge prioriteit.

### Openingen van de trajectdelen
| Nr. bouwdeel | Traject                                                                | Lengte  | Bouwstart         | Vrijgave          | Voormalig wegnummer |
| ------------ | ---------------------------------------------------------------------- | ------- | ----------------- | ----------------- | ------------------- |
|              | Kreuz Braunschweig-Süd - aansl. Braunschweig-Stöckheim                 |         |                   | 1984              |                     |
|              | aansl. Braunschweig-Stöckheim - aansl. Wolfenbüttel-West               | 7,4 km  |                   | 1980              |                     |
|              | aansl. Wolfenbüttel-West - aansl. Wolfenbüttel-Süd                     | 1,7 km  |                   | 1983              |                     |
|              | aansl. Wolfenbüttel-Süd - aansl. Schladen-Nord                         |         |                   | december 1994     |                     |
|              | aansl. Schladen-Nord - aansl. Lengde                                   | 5,3 km  |                   | 1988              |                     |
|              | aansl. Lengde - aansl. Osterwieck/Vienenburg                           | 4,3 km  |                   | 1980              |                     |
|              | aansl. Osterwieck/Vienenburg - Dreieck Nordharz (- A369)               | 0,8 km  |                   | 1972              |                     |
| 1            | Dreieck Nordharz - grens Nedersaksen/Saksen-Anhalt                     | 2,7 km  | april 2000        | 2001              |                     |
| 2            | grens Nedersaksen/Saksen-Anhalt - aansl. Stapelburg                    | 6,2 km  | oktober 1997      | 2 oktober 2001    |                     |
| 3            | aansl. Stapelburg - oostelijk aansl. Wernigerode-Nord                  | 8,1 km  | oktober 1997      | juli 2000         |                     |
| 4            | oostelijk aansl. Wernigerode-Nord - K1346 bij Benzingerode             | 7,5 km  | april 2000        | juli 2002         |                     |
| 5            | K1346 bij Benzingerode - aansl. Heimburg                               | 5,0 km  | september 2002    | 16 december 2003  |                     |
| 6            | aansl. Heimburg - oostelijk aansl. Blankenburg-Nord                    | 2,9 km  | september 2002    | december 2004     |                     |
| 7            | oostelijk aansl. Blankenburg-Nord - aansl. Thale (randweg Blankenburg) | 5,6 km  | juni 2004         | 30 september 2005 |                     |
| 8.1          | aansl. Thale - aansl. Quedlinburg-Zentrum                              | 9,0 km  | 2004              | 13 september 2006 |                     |
| 8.2          | aansl. Quedlinburg-Zentrum - aansl. Quedlinburg-Ost                    | 4,2 km  | 26 september 2005 | 1 december 2007   |                     |
| 9.1          | aansl. Quedlinburg-Ost - aansl. Hoym                                   | 10,3 km | 1 november 2006   | 6 december 2007   |                     |
| 9.2          | aansl. Hoym - aansl. Aschersleben-West                                 | 4,3 km  | 2004              | 17 maart 2006     |                     |
| 10           | aansl. Aschersleben-West - oostelijk aansl. Aschersleben-Nord          | 5,5 km  | september 2000    | 6 december 2002   |                     |
| 11           | oostelijk aansl. Aschersleben-Nord - oostelijk aansl. Aschersleben-Ost | 3,8 km  | maart 2003        | 18 december 2003  |                     |
| 12           | oostelijk aansl. Aschersleben-Ost - dorpsverbindingsweg Strummendorf   | 1,7 km  | maart 2004        | 17 december 2004  |                     |
| 13.1         | dorpsverbindingsweg Strummendorf - oostelijk aansl. Güsten             | 2,8 km  | 2005              | 2 september 2008  |                     |
| 13.2         | oostelijk aansl. Güsten - aansl. Ilberstedt                            | 5,7 km  | 30 juni 2008      | 4 december 2009   |                     |
| 13.3         | aansl. Ilberstedt - Kreuz Bernburg                                     | 3,5 km  | april 2010        | 19 december 2011  |                     |
| referenties: |                                                                        |         |                   |                   |                     |

### Aankondiging tot de opwaardering van de B6 totBundesautobahn 36
Op 27 juni 2016, na het aflopen van de eerste publieke participatieperiode voor het Bundesverkehrswegeplan 2030, stemde de Kreisdag van de Landkreis Harz met grote meerderheid voor de opwaardering van de B6, waarbij zij de Landdag hebben gevraagd een stellingname voor opname in Bundesverkehrswegeplan te nemen.
In maart 2017 werd bekend dat de bestaande, in het dagelijks spraakgebruik Bundesstraße 6n genoemd, vierstrookse snelwegachtige deel van de B6 vanaf de A395 bij Vienenburg tot het knooppunt met de A14 naar de A36 opgewaardeerd wordt. Minister-president van Saksen-Anhalt, Reiner Haseloff, deelde mee dat voor opwaardering naar A36 na het afsluiten van de laatste afstemming tussen het Bondsministerie voor Verkeer en digitale Infrastructuur en het Ministerie voor Ruimtelijke Ontwikkeling en Verkeer van de deelstaat Saksen-Anhalt is besloten.
Bijzondere hoop werd hierbij, in het bijzonder aan de zijde van de politiek, op het pure statuseffect gelegd, dat enerzijds de aanwezigheid van een snelweg (Bundesautobahn) in plaats van een "gele snelweg" (verwijzend naar de gele bewegwijzering) een extra vestigingsvoordeel heeft voor de Noord-Harz en anderzijds de navigatiesystemen snellere reistijden via deze weg berekenen. Beide zullen ten slotte moeten bijdragen tot een betere economische en toeristische marketing van de regio. Grootschalige infrastructurele aanpassingen door de opwaardering zijn niet nodig, niettemin staat de omzetting van de bewegwijzering bij de Bond voor ongeveer €2 miljoen in de boeken. Eind januari 2018 werd bekend dat voor het vervangen van de bewegwijzering de draagkracht van de portalen onderzocht moet worden waardoor de omnummering werd uitgesteld.

### Integratie van de A395
Een andere belangrijke ontwikkeling werd op 21 juli 2017 bekendgemaakt. De Saksen-Anhaltse verkeersminister Thomas Webel maakte bekend dat de A36 niet zoals voorzien bij Dreieck Nordharz in Nedersaksen zal beginnen en daarmee zou aftakken van A395 en de B6 (vergelijkbaar met de A46 en A445 in Noordrijn-Westfalen), maar ook de A395 omvatten en bij Kreuz Braunschweig-Süd zou beginnen. Afspraken met de deelstaat Nedersaksen zijn echter noodzakelijk over de verantwoordelijkheid van de steunpunten (Autobahnmeisterei) en de nummering van de aansluitingen.
Door de aansluiting van de in de richting van Saksen-Anhalt lopende B6n werd de A395 in 2001 vanaf Dreieck Nordharz tot aansluiting Bad Harzburg over een traject van zeven kilometer afgewaardeerd. In september 2017 vroeg de Nedersaksische verkeersminister Olaf Lies in een brief aan de Bondsverkeersminister Alexander Dobrindt ook dit trajectdeel weer op te waarderen, wat in januari 2018 officieel onder het nummer Bundesautobahn 369 aangekondigd werd.
In september 2018 maakte het verkeersministerie van Saksen-Anhalt bekend dat de omnummering van het tracé in Saksen-Anhalt op 1 januari 2019 officieel is en daarnaast is voor een uitzondering gevraagd om kleinere bewegwijzeringsborden te mogen gebruiken. Het verkeersministerie van Nedersaksen heeft nog geen tijdsschema bekendgemaakt, waardoor het gedeelte vanaf de deelstaatgrens tot Dreieck Nordharz later omgenummerd wordt.

## Trivia
- De bouw van de B6n kostte (stand: 2007) rond de €475 miljoen, waarvan €150 miljoen door de Europese Unie gedragen werd.
- Door de lopende, ondergrondse zoutwinning in de regio rond Ilberstedt zakte de bodem onder het snelwegfundament rond de 2,3 meter. Een verdere bodemdaling tot wel 7 meter wordt voor het einde van deze eeuw berekend. Zoals het nu voorstaat, zal de zoutwinning tot ongeveer 2050 duren. Door de daaruit resulterende geologische monitoring van de weg wordt de snelweg al gekscherend de "best bewaakte weg in Saksen-Anhalt" genoemd.[24]
- Oorspronkelijk was voor het trajectdeel van Kreuz Braunschweig-Süd tot Dreieck Nordharz het nummer A369 voorzien, wat tot 2019 de A395 was.